# ポイズン (1991年の映画)
『ポイズン』（Poison）は、1991年に製作されたアメリカ合衆国の映画。トッド・ヘインズ監督作品。
原作はジャン・ジュネの『薔薇の奇跡』。

## 解説
ジャンルも表現方法も異なる3つのストーリー『ホモ』、『ヒーロー』、『ホラー』が交錯する映画作品。

## ストーリー

### 『ホモ』（Homo）
1944年、ジョン・ブルームは感化院時代の知り合いジャック・ボルトンと再会し、愛し合うも、二人の間を悲劇が切りさいた。

### 『ヒーロー』（Hero）
1985年、少年リッチーは、母を責める父を射殺した後、窓から飛び降りた。

### 『ホラー』（Horror）
科学者・トムは、血清の誤飲が原因で異形の化け物になってしまい、絶望のあまり窓から飛び降りた。

## キャスト
ホモ
- ジョン・ブルーム：スコット・レンデラー
- ジャック・ボルトン：ジェイムズ・ライオンズ

ヒーロー
- フェリシア・ビーコン：エディス・ミークス

ホラー
- トム・グレイヴス：ラリー・マックスウェル
- ナンシー・オルスン：スーザン・ノーマン